# Teucrium balearicum
Teucrium balearicum es una especie de planta perteneciente a la familia Lamiaceae.  

## Descripción
Es una planta sufrútice que alcanza un tamaño de 10-30(45) cm de altura, pulviniforme, voluminoso, espinoso, muy ramificado, a veces con estolones. Tallos erectos, con ramificación divaricada; los laterales 1-5(10) cm, erecto-patentes, al menos los basales espinescentes, frágiles, los jóvenes seríceos, con pelos antrorsos, adpresos, de dos tipos: vegetativos laterales que crecen sobre todas las ramas, a veces estoloníferos en la base, con raí ces adventicias; y floríferos, que crecen en el extremo del tallo principal o de los tallos laterales de la estación anterior, en el tercio superior y siempre en la parte externa de la planta. Hojas (3)6-7(8) × (1,5)2-3 mm; las de los tallos vegetativos, triangular-agudas, ovado-lanceoladas cuneadas, enteras, revolutas, fasciculadas, con haz verde obscura con pelos esparcidos antrorsos de célula apical larga, falcada, curva o circinada, con envés blanco; las de los tallos floríferos 6-7 × 2-3 mm, lanceoladas o triangular-lanceoladas, cuneadas, cordiformes o truncadas, de margen revoluto, enteras u onduladas, 3-dentadas, con el diente apical de 1,5-2 mm, oblongo-agudo, los laterales serrados; pecíolo de 2-3 cm. Inflorescencia de 5 cm, bien diferenciada, visible, laxa, formada por (2)4 verticilastros bifloros, opuesto-decusados sobre el tallo principal o sobre ramas laterales. Flores horizontales, deflexas en la fructificación, con pedicelo de 2-3 mm, seríceo, con pe - los antrorsos. Cáliz (1,75)2,75-3,5(4) mm, campanulado, no estriado, de base estrecha, irregular 3/2, algo giboso; tubo abierto en la fructificación; dientes 0,69- 0,86 mm, divergentes, triangular-obtusos, el central superior ancho, ascendente, los inferiores agudos, con pelos cortos glandulares en la cara interna, algunos pelos largos y patentes en los senos y papilas en el margen; grisáceo, blanquecino, verde o rojizo con pelos antrorsos adpresos de célula apical larga, falcada, curva o circinada. Corola 10-12 mm, pseudobilabiada, color crema o rosado; tubo c. 4 mm, generalmente pubescente en el exterior con pelos patentes, al menos en la parte anterior y el margen, con garganta de 1-3 mm; lóbulos latero-posteriores c. 2 mm, falcados, subulados, erectos, formando ángulo con el tubo, con - vergentes, ciliados, con pelos glandulares, color rosado-púrpura; labio inferior c. 7 mm, con lóbulos laterales de 1,7 × 0,4 mm, oblongos; lóbulo central de 3,5 × 3 mm, espatulado, ovado, auriculado. Núculas de 1,8 × 0,8 mm, elipsoides, reticuladas, muy pelosas, con pelos cortos curvos y glándulas esferoidales color castaño.

## Distribución y hábitat
Se encuentra en matorrales en roquedos, fisuras, crestones y laderas pedregosas en substrato calizo, raramente en substrato silíceo; a una altitud de 0-1440 metros en Cerdeña e Islas Baleares, en Cabrera.

## Taxonomía
Teucrium balearicum, fue descrita por (Coss. ex Pau) Castrov. & Bayon y publicado en Anales del Jardín Botánico de Madrid 47: 508. 1989[1990]. 
Etimología
Teucrium: nombre genérico que deriva del Griego τεύχριον, y luego el Latín teucri, -ae y teucrion, -ii, usado por Plinio el Viejo en Historia naturalis, 26, 35 y  24, 130, para designar el género Teucrium, pero también el Asplenium ceterach, que es un helecho (25, 45). Hay otras interpretaciones que derivan el nombre de Teucri, -ia, -ium, de los troyanos, pues Teucro era hijo del río Escamandro y la ninfa Idaia, y fue el antepasado legendario de los troyanos, por lo que estos últimos a menudo son llamados teucrios. Pero también Teucrium podría referirse a Teûkros, en latín Teucri, o sea Teucro, hijo de Telamón y Hesione y medio-hermano de Ajax, y que lucharon contra Troya durante la guerra del mismo nombre, durante la cual descubrió la planta en el mismo período en que Aquiles, según la leyenda, descubrió la Achillea.
balearicum: epíteto geográfico que alude a su localización en las Islas Baleares.
Sinonimia
- Teucrium subspinosum var. balearicum Coss. ex Pau
- Teucrium marum subsp. occidentale Mus, Rosselló & Mayol[6]

## Nombres comunes
- Castellano: almaro, hierba del papa, hierba fuerte, maro, maro antiguo fino, maro cortuso, maro de Cortusio, maro verdadero, maro verdadero de los antiguos, tamaravientos, yerba de las heridas, yerba de los gatos, yerba fuerte.[6]